# دالي هوستون (لاعب كرة مضرب)
دالي هوستون (بالإنجليزية: Dale Houston)‏ هو لاعب كرة مضرب أسترالي، ولد في 15 نوفمبر 1961 في سيدني في أستراليا.

## وصلات خارجية
- دالي هوستون على موقع رابطة محترفي التنس (الإنجليزية)
- دالي هوستون على موقع الاتحاد الدولي لكرة المضرب (الإنجليزية)
- دالي هوستون على موقع خلاصة التنس.كوم (الإنجليزية)